# Isabelle Gelas
Isabelle Gelas, née le 9 avril 1969 à Bruxelles est médiatrice agréé dans les matières civiles et commerciales. 

## Biographie
Isabelle Gelas est licenciée en droit à l' Université libre de Bruxelles et avocate jusqu'en 2001
Elle a également occupé différentes fonctions politiques:
- Membre du Parlement de la Région de Bruxelles-Capitale de 1999 à 2001[1]. Elle s'oppose aux accords du Lambermont[2].
- conseillère communale à Forest de 1994 à 2000 et de 2012 à 2015
- Cheffe de cabinet de Marion Lemesre, échevine des Affaires économiques à la Ville de Bruxelles de 2012 à 2018. elle y commente sur le budget 2013[3].